# علی‌میرزا همدانی
علی‌میرزا همدانی یا پهلوان علی‌میرزا همدانی از کشتی‌گیران معروف ایران در دوران قاجار بود. او در سال ۱۲۰۵ هجری خورشیدی، در شهر همدان به دنیا آمد. علی‌میرزا در دوران ناصرالدین‌شاه به اوج پهلوانی رسید و مقام پهلوان پهلوانان پایتخت را از آن خود کرد. او نخستین پهلوان کشتی بود که از آن سوی مرزها برای ایران افتخار و پیروزی آورد. علی‌میرزا در سن ۱۰۵ سالگی در ۲۵ بهمن ۱۳۱۰ هجری خورشیدی چشم از جهان بست.

## آشنایی علی میرزا با کشتی
پدرش محمد میرزا از سرشناسان و معتمدان همدان بود که در جنگ‌های ایران و روس در زمان فتحعلی‌شاه قاجار دلاوری‌هایی در قفقاز نموده‌بود.
علی میرزا دارای اندامی درشت و زورمند بود و طول قدش به بیش از ۲ متر می‌رسید. در سن ۳۰ سالگی روزی یکی از پهلوانان معروف همدان به زورخانه دعوتش کرد تا با هم کشتی بگیرند. علی میرزا که حتی یک فن از کشتی را بلد نبود به مجرد شروع کشتی رقیب را روی دست بلند کرد و پس از کسب اجازه از مرشد همان‌جا آرام بر زمینش نهاد. از این پس به او توصیه شد که به زورخانه بیاید و فنون این ورزش را بیاموزد. ۱۰ سال پس از آن در سن ۴۰ سالگی، علی‌میرزا پهلوان نامی همدان بود و برای او حریفی در این شهر پیدا نمی‌شد. علی میرزا به اتفاق ۳ تن از پهلوانان دیگر تصمیم گرفت برای زورآزمایی به تهران برود.

## در دربار ناصرالدین‌شاه
علی‌میرزا بعد از رسیدن به تهران به امید دیدار پهلوان اکبر خراسانی به زورخانهٔ نوروزخان رفت و طی رفت‌وآمد به این زورخانه و شکست مداوم حریفانش بود که آوازهٔ قدرت و مهارت او در بین اهل فن پیچید. مدتی بعد او را به دربار ناصرالدین‌شاه معرفی کردند تا در حضور شاه با پهلوان عزیز کشتی بگیرد. علی میرزا در این مجلس پشت پهلوان عزیز را بعد از چند دقیقه به خاک رسانده و یک چنگ پر از سکهٔ طلا از ناصرالدین‌شاه جایزه دریافت می‌کند. بعد از آن پهلوان عزیز، او را به مدت ۷ سال چون میهمانی عزیز در خانه‌اش نگه می‌دارد.

## حماسهٔ قدرت علی‌میرزا
داستان‌های بسیاری از قدرت کم‌نظیر او برجا مانده‌ است، چند نمونه از این داستان‌ها در زیر آمده است.
- در یکی از مجالس کشتی‌گیری در حضور ناصرالدین‌شاه، علی میرزا در هنگام کشتی حریفش را به هوا پرتاب کرده، حریف در میان تماشاچیان که کنار حوض بزرگی روی نیمکت نشسته بودند، فرود آمده و با آن‌ها به داخل حوض می‌افتد.[۵]
- در شهر رشت، والی شهر حسام‌السلطنه، پهلوان معروف شهر، شیرخان، را برابر او قرار می‌دهد. در میانهٔ کشتی، شیرخان به ستونی که نزدیکش بوده می‌چسبد و علی‌میرزا با یک فشار شیرخان و ستون را از جا می‌کند و در نتیجه قسمتی از تاق فرو می‌ریزد. در پایان این سفر حسام‌السلطنه یک سینی پول نقره به او جایزه می‌دهد.[۶]
- علی میرزا به دعوت روسیهٔ تزاری به منظور گرفتن چند کشتی به بادکوبه وارد شد. پس از چند کشتی و کسب پیروزی قرار می‌شود آخرین کشتی را با نام‌آورترین پهلوان آن دیار داشته باشد. او قبل از شروع کشتی کاری فوق توان هر باستان‌کاری انجام می‌دهد و در مدت ۲ ساعت ۱۱۵۰ جفت سنگ می‌گیرد در حالی‌که پهلوان بادکوبه بیش از ۷۰۰ بار سنگ گرفتن از ادامهٔ رقابت بازمی‌ماند. در جریان انجام آخرین کشتی در اثر فشار و ضربات قهرمان بادکوبه تعدادی از دنده‌هایش شکست و به‌شدت مضروب شد، با این وجود موفق می‌شود پهلوان بادکوبه را مغلوب سازد و با بازوبند عقیق پهلوانی، پیروز به ایران بازگردد. بعدها در اثر صدمات واردشده در سفر روسیه دچار خمیدگی دائمی کمر تا آخر عمر شد اما با وجود این هرگز ورزش و کشتی را ترک نکرد و تا ۹۰ سالگی کسی حریفش نبود.[۷]
- در زورخانهٔ پهلوان سید قاسم چاشنی‌ساز در کرمانشاه دو سنگ از سرب هر یک به وزن ۹۰ کیلوگرم وجود داشته که اهالی به سبب این‌که هر پهلوانی قادر به بلند کردن و سنگ گرفتن با آن‌ها نبوده‌ است، آن‌ها را سنگ پهلوان خراب‌کن، می‌نامیدند. علی میرزا در سن ۹۰ سالگی موفق شد با این دو سنگ سربی حدود ۲۵۰ جفت سنگ بزند و از خود حماسه‌ای در این زورخانه بر جای گذارد.[۸]

## زندگی و مرگ پهلوان
علی‌میرزا در نزد مردم همدان به داشتن تقوا، پرهیزکاری و صفات پهلوانی شهرت دارد. او در اواخر عمر با کمر شکسته و خم شده همواره برای گذران زندگی به کار سخت مشغول بود و هر چه بزرگان و تجار همدان اصرار می‌کردند که او را در هزینهٔ زندگی یاری کنند تا او دست از کار کردن بکشد، علی‌میرزا به‌خاطر عزت نفسش قبول نمی‌کرد. سرانجام در سپیده‌دم روز ۲۵ بهمن ۱۳۱۰ خورشیدی درگذشت.